# Betty Ross Clarke
Betty Ross Clarke, nata May Clarke (Langdon, 1º maggio 1892 – Los Angeles, 24 gennaio 1970), è stata un'attrice statunitense.

## Filmografia parziale
- The Very Idea, regia di Lawrence C. Windom (1920)
- Romance, regia di Chester Withey (1920)
- Un vagabondo alla corte di Francia (If I Were King), regia di J. Gordon Edwards (1920)
- Lucky Carson, regia di Wilfrid North (1921)
- Fatty e i suoi milioni (Brewster's Millions), regia di Joseph Henabery (1921)
- Traveling Salesman (The Traveling Salesman), regia di Joseph Henabery (1921)
- Mother o' Mine, regia di Fred Niblo (1921)
- The Fox, regia di Robert Thornby (1921)
- The Man from Downing Street, regia di Edward José (1922)
- At the Sign of the Jack O'Lantern, regia di Lloyd Ingraham (1922)
- Um eine Million, regia di Joseph Delmont (1924)
- Straws in the Wind, regia di Bertram Phillips (1924)
- The Age for Love, regia di Frank Lloyd (1931)
- Il dottor Miracolo (Murders in the Rue Morgue), regia di Robert Florey (1932)
- Luna di miele a tre (A Bride for Henry), regia di William Nigh (1937)
- A Night at the Movies, regia di Roy Rowland (1937)
- L'amico pubblico nº 1 (Too Hot to Handle), regia di Jack Conway (1938)
- L'amore trova Andy Hardy (Love Finds Andy Hardy), regia di George B. Seitz (1938)
- I ragazzi del giudice Hardy (Judge Hardy's Children), regia di George B. Seitz (1938)
- Four Wives, regia di Michael Curtiz (1939) - non accreditata